# Dysuria
Dysuria, dyzuria (łac. dysuria) – objaw chorobowy polegający na bolesnym oddawaniu moczu, któremu często towarzyszy uczucie pieczenia w cewce moczowej (stranguria) i ogólny dyskomfort. Z dysurią wiąże się także częstomocz.

## Patofizjologia
U podstaw patomechanizmu dysurii leży podrażnienie trójkąta pęcherza moczowego i/lub cewki moczowej, do którego dochodzi w przebiegu zakażenia dolnego odcinka układu moczowego.

## Przyczyny dysurii
Najczęściej występującą przyczyną tego objawu chorobowego są zakażenia dolnego odcinka układu moczowego: zapalenie pęcherza moczowego i zapalenie cewki moczowej.
- choroby cewki moczowej
  - stany zapalne
  - wady rozwojowe cewki moczowej (np. zastawka cewki tylnej)
  - zespół cewkowy
- choroby gruczołu krokowego
  - stany zapalne
  - rak gruczołu krokowego
- choroby pęcherza moczowego
  - stany zapalne
  - rak pęcherza moczowego lub inne nowotwory
  - kamica pęcherza moczowego
  - ciało obce
  - uchyłki
  - proces zapalny w okolicy pęcherza moczowego (zapalenie wyrostka robaczkowego, zapalenie jelit, zapalenie otrzewnej miednicy małej)
  - pęcherz moczowy neurogenny
  - zespół małego pęcherza moczowego
- choroby nerek i moczowodów
  - odmiedniczkowe zapalenie nerek ostre i przewlekłe
  - kamica nerkowa
- zmiany w żeńskich narządach płciowych
  - ciąża
  - zapalenie sromu i pochwy
  - zapalenie szyjki macicy
  - nowotwory i raki macicy
- zmiany w męskich narządach płciowych
  - zapalenie jądra i najądrza
- obniżenie narządów płciowych
- tło psychogenne